# Steinplatte (Nürnberg)
Steinplatte ([ˈʃtaɪ̯nˌplatə] ) ist ein Statistischer Distrikt der kreisfreien Stadt Nürnberg. Er liegt im
Statistischen Stadtteil 9 – Östliche Außenstadt und statistischen Bezirk 90 (St. Jobst).

## Lage
Steinplatte liegt zwischen dem Rechenberg und dem Platnersberg, etwa 4 km nordöstlich des Zentrums von Nürnberg.

## Straßenverzeichnis
- Am Hang
- Bad Bernecker Straße
- Bülowstraße
- Ewaldstraße
- Gartensteig
- Gneisenaustraße
- Hauffstraße
- Hohenlohestraße
- Klopstockstraße
- Kreittmayrweg
- Schlieffenstraße
- Steinplattenweg
- Steuerwald-Landmann-Straße
- Teutoburger Straße

## Geschichte
Benannt wurde der Ort nach einer Erhebung im Nordosten der Stadt Nürnberg. Steinplatte wurde 1899 als Teil Erlenstegens nach Nürnberg eingemeindet.

## Schulen
- Grimmschule
- Rudolf-Steiner-Schule Nürnberg